# Wiskacze
Wiskacze (biał. Віскачы, Wiskaczy; ros. Вискачи, Wiskaczi) – wieś na Białorusi, w obwodzie mińskim, w rejonie stołpeckim, w sielsowiecie Świerżeń Stary.
Współcześnie w skład miejscowości wchodzi także dawny zaścianek Kościuki.

## Historia
W XIX i w początkach XX w. zaścianek i folwark położone w Rosji, w guberni mińskiej, w powiecie nowogródzkim, w gminie Mir. Należały m.in. do Radziwiłłów.
W dwudziestoleciu międzywojennym zaścianki Wiskacze i Kościuki leżały w Polsce, w województwie nowogródzkim, w powiecie stołpeckim, w gminie Mir. Demografia w 1921 przedstawiała się następująco:
- zaścianek Wiskacze – 156 mieszkańców, zamieszkałych w 28 budynkach, w tym 135 rzymskich katolików i 21 prawosławnych
- zaścianek Kościuki – 111 mieszkańców, zamieszkałych w 20 budynkach, w tym 107 rzymskich katolików i 4 prawosławnych.

Obie miejscowości zamieszkiwali wyłącznie Polacy.
Po II wojnie światowej w granicach Związku Sowieckiego. Od 1991 w niepodległej Białorusi.

## Wiskacze w kulturze
O zaścianku Wiskacze wspomina Władysław Syrokomla w Wędrówkach po moich niegdyś okolicach: wspomnienia, studja historyczne i ....